# Тушину (Муреш)
Тушину (рум. Tușinu) насеље је у Румунији у округу Муреш у општини Санпетру де Кампије. Oпштина се налази на надморској висини од 357 m.

## Становништво
Према подацима из 2002. године у насељу је живело 649 становника.

### Попис2002.
| Расподела становништва по националности 2002.‍ | Расподела становништва по националности 2002.‍ | Расподела становништва по националности 2002.‍ | Расподела становништва по националности 2002.‍ | Расподела становништва по националности 2002.‍ |
| --------------------------------------------- | --------------------------------------------- | --------------------------------------------- | --------------------------------------------- | --------------------------------------------- |
|                                               |                                               |                                               |                                               |                                               |
| Румуни                                        | Румуни                                        |                                               | 536                                           | 82,8%                                         |
| Мађари                                        | Мађари                                        |                                               | 111                                           | 17,2%                                         |